# Ding Hui (voleibol)
Ding Hui (Xinès:丁慧) és un jugador de voleibol xinès multiracial que actualment juga a l'equip Xangai Golden Age. Ding. És notable per haver estat el primer negre seleccionat en una selecció nacional de la Xina. Va néixer el 24 de juny de 1989 a Hangzhou.
Ding és el primer afrodescendent que representa a la Xina en una selecció nacional. La seva selecció a l'equip nacional va obtenir una gran atenció mediàtica i alguns comentaristes van dir que això redefiniria el concepte de raça a la Xina El seleccionador nacional, Zhou Jianan es va enfadar perquè va rebre un gran nombre de trucades que demanaven l'origen de la família de Ding. Zhou va rebutjar la majoria d'aquestes trucades, dient que "complia tots els requeriments que establia l'Associació Xinesa de Voleibol" i que el tema familiar de Ding era un assumpte privat. Ding es va entrenar per jugar als Jocs olímpics d'estiu de Londres de 2012 però finalment va ser expulsat de l'equip.
En la seva vida personal, Ding és molt popular entre el seu companys d'equip. És una mica tímid però ben aviat es va convertir en el favorit de tothom. Wang Hebing, l'entrenador de l'equip de voleibol de Zhejiang va afirmar: "També és un gran cantant i ballarí i té més passió pel joc que els altres jugadors".
El 2012, Ding va deixar l'equip de voleibol masculí de Zhejiang per anar a estudiar a l'estranger abans que comencés la nova lliga perquè "a la Xina aquest esport no té futur". Va retornar a la Xina després d'estudiar i es va convertir en entrenador de voleibol.
El Ding va començar a jugar a l'equip de voleibol de la Universitat de Warner.

## Carrera professional
- 2009 - 2013 - Equip de voleibol de Zhejiang
- 2017-2018 - Equip de voleibol de Beijing BAIC Motor
- 2018 - present - Equip de voleibol de Xangai Golden Age

### Selecció nacional
- 2009-2010 - Selecció nacional de voleibol de la Xina

## Racisme a la xina
Juntament amb la cantant Lou Jing, Lou Jing va ser objecte de debat als mitjans de comunicació perquè és negre. Els dos van posar a l'esfera pública els casos de persones xineses multiracials, que tenien algun dels pares que no era xinès i que, particularment, ere d'origen africà o afroamericà. Això va fer que hi hagués un debat públic sobre el que significava ser xinès. Això va succeir en una Xina en la que no hi havia gran quantitat d'immigrants i que la seva diversitat ètnica ha estat produïda més per l'expansió de les seves fronteres que no pas a l'entrada de persones immigrades.